# Eleições parlamentares na Lituânia em 2008
As eleições parlamentares na Lituânia em 2008 foram realizadas em 12 de outubro, com a participação de 16 partidos políticos do país.
As eleições ocorreram simultaneamente com o referendo sobre energia nuclear.

## Baixa participação
Os pleitos deverão ser marcados por uma alta taxa de abstenção, em média 60%.

## Resultados
A decisão de 70 dos 141 bancos tem a indicação de que o União Nacional, do primeiro-ministro Andrius Kubilius terá maior participação nos votos, mas até agora com menos de 20% dos votos, seguido pelo ex-partido governista do país, com 14% e por fim os Social-democratas com 13%.